# Рейк'явік опен
Рейк'явік опен — міжнародний шаховий турнір, який проводиться в місті Рейк'явік. До 2008 року він проводився кожні два роки, а відтоді став щорічним. Переможцем першого турніру 1964 року став Михайло Таль з результатом 12.5 очок з 13. Турнір проходить за швейцарською системою, але від 1964 до 1980 і 1992 року це був круговий турнір.
Згідно з голосуванням Асоціації шахових професіоналів турнір 2013 року став другим за силою відкритим турніром (опеном) після Гібралтар 2013.

## Переможці
Вказано всіх гравців, які поділили перше місце; першими вказано гравців з найкращими додатковими показниками.
| блакитним | : Круговий турнір |

| #  | Рік  | Переможець(жці) |
| -- | ---- | --- |
| 1  | 1964 | Михайло Таль (СРСР) |
| 2  | 1966 | Фрідрік Олафссон (Ісландія) |
| 3  | 1968 | Євген Васюков (СРСР), Марк Тайманов (СРСР) |
| 4  | 1970 | Гудмундур Сігурйонссон (Ісландія) |
| 5  | 1972 | Фрідрік Олафссон (Ісландія), Флорин Ґеорґіу (Румунія), Властіміл Горт (Чехословаччина) |
| 6  | 1974 | Василь Смислов (СРСР) |
| 7  | 1976 | Фрідрік Олафссон (Ісландія), Ян Тімман (Нідерланди) |
| 8  | 1978 | Волтер Браун (США) |
| 9  | 1980 | Віктор Купрейчик (СРСР) |
| 10 | 1982 | Лев Альбурт (США) |
| 11 | 1984 | Йохан Хьяртарсон (Ісландія), Хельгі Олафссон (Ісландія), Самуель Решевський (США) |
| 12 | 1986 | Предраг Ніколич (Югославія) |
| 13 | 1988 | Йон Арнасон (Ісландія) |
| 14 | 1990 | Хельгі Олафссон (Ісландія), Йон Арнасон (Ісландія), Сергій Долматов (СРСР), Лев Полугаєвський (СРСР), Рафаель Ваганян (СРСР), Яссер Сейраван (США), Нік де Фірміан (США), Юрій Разуваєв (СРСР), Ерлін Мортенсен (Норвегія) |
| 15 | 1992 | Йохан Хьяртарсон (Iceland), Олексій Широв (Latvia) |
| 16 | 1994 | Ханнес Стефанссон (Ісландія), Вадим Звягінцев (Росія), Євген Пігусов (Росія) |
| 17 | 1996 | Сімен Агдестейн (Норвегія), Предраг Ніколич (Боснія і Герцеговина), Джонатан Тісдалл (Норвегія) |
| 18 | 1998 | Ларрі Крістіансен (США) |
| 19 | 2000 | Ханнес Стефанссон (Ісландія) |
| 20 | 2002 | Яан Ельвест (Естонія), Олег Корнєєв (Росія) |
| 21 | 2004 | Олексій Дрєєв (Росія), Володимир Єпішин (Росія), Еміль Сутовський (Ізраїль) , Ян Тімман (Нідерланди), Левон Аронян (Вірменія), Ігор-Александр Натаф (Франція), Яан Ельвест (Естонія), Роберт Маркуш (Сербія і Чорногорія)  |
| 22 | 2006 | Габріель Саркісян (Вірменія), Ахмед Адлі (Єгипет), Шахріяр Мамед'яров (Азербайджан), Ігор-Александр Натаф (Франція), Пентала Харікрішна (Індія)                                                                            |
| 23 | 2008 | Ван Хао (Китай), Ханнес Стефанссон (Ісландія), Ван Юе (Китай) |
| 24 | 2009 | Хедінн Стейнгрімссон (Ісландія), Юрій Криворучко (Україна), Ханнес Стефанссон (Ісландія) |
| 25 | 2010 | Іван Соколов (Боснія і Герцеговина), Юрій Кузубов (Україна), Абгіджіт Гупта (Індія), Ханнес Стефанссон (Ісландія) |
| 26 | 2011 | Юрій Кузубов (Україна), Іван Соколов (Нідерланди), Володимир Баклан (Україна), Каміль Мітонь (Польща), Йон Людвіг Хаммер (Норвегія), Ілля Нижник (Україна)                                                                 |
| 27 | 2012 | Фабіано Каруана (Італія) |
| 28 | 2013 | Павло Ельянов (Україна), Веслі Со (Філіппіни), Бассем Амін (Єгипет) |
| 29 | 2014 | Лі Чао (Китай) |
| 30 | 2015 | Ервін Л'Амі (Нідерланди) |
| 31 | 2016 | Абгіджіт Гупта (Індія) |
| 32 | 2017 | Аніш Гірі (Нідерланди) |
| 33 | 2018 | Башкаран Адгібан (Індія) |
| 34 | 2019 | Константін Лупулеску (Румунія) |